# Irina Shayk
Irina Shayk (Russisch: Ирина Шейк)  (Jemanzjelinsk, 6 januari 1986) is een Russisch model.

## Biografie
Shayk werd in 1986 geboren als Irina Sjajchlislamova (Russisch: Ирина Шайхлисламова). Ze heeft één oudere zus. Haar vader (een mijnwerker) was van Tataarse afkomst en haar moeder (een pianiste en muziekdocente) is van Russische komaf. Haar exotische uiterlijk heeft ze naar eigen zeggen van haar vader. Hij stierf aan een longontsteking toen Shayk veertien jaar oud was. Haar moeder moest vervolgens het gezin met twee baantjes draaiende zien te houden.
Toen ze jong was kreeg ze pianoles. Na de middelbare school studeerde ze marketing, maar ze verveelde zich en ging samen met haar zus naar een lokale schoonheidsschool. Daar werd ze opgemerkt door een medewerker van een modellenbureau. Shayk werd aangespoord om mee te doen aan de schoonheidswedstrijd "Supermodel 2004"  in Tsjeljabinsk. Dat deed ze en ze won.
In 2007 volgde ze Ana Beatriz Barros op als het gezicht van het kledingmerk Intimissimi. Hetzelfde jaar debuteerde ze in de Sports Illustrated Swimsuit Issue, waar ze sindsdien elk jaar in heeft gestaan. Ze deed verder reclamecampagnes voor onder meer Guess, Armani Exchange en Lacoste.
Van 2010 tot 2015 had ze een relatie met voetballer Cristiano Ronaldo. Shayk kreeg in 2017 met acteur Bradley Cooper een dochter.

## Filmografie
- Hercules (2014) als Megara